# Coptotettix manipurensis
Coptotettix manipurensis är en insektsart som beskrevs av Shishodia 1991. Coptotettix manipurensis ingår i släktet Coptotettix och familjen torngräshoppor. Inga underarter finns listade i Catalogue of Life.